# Lúcio Arrúncio, o Velho
Lúcio Arrúncio (em latim: Lucius Arruntius; c. 60 a.C.–10 (69 anos)), dito o Velho (em latim: Major) para diferenciá-lo de seu filho, foi um almirante romano da gente Arrúncia do final do período republicano e início do Império Romano conhecido por ter atuado na Revolta Siciliana e na guerra civil entre Otaviano e Marco Antônio. Na decisiva Batalha de Ácio, em 31 a.C., Arrúncio comandou a vitoriosa divisão central da frota de Otaviano. Mais tarde, Arrúncio convenceu Otaviano a perdoar Caio Sósio, um dos principais generais de Antônio, depois que ele foi capturado.

## História
Arrúncio foi eleito cônsul em 22 a.C. juntamente com Marco Cláudio Marcelo Esernino e serviu durante todo o reinado do imperador Augusto (como Otaviano passou a ser denominado) como um de grandes comandantes militares. Seu filho, Lúcio Arrúncio, o Jovem, foi cônsul em 6 d.C. e teve um importante papel no Senado nos dias seguintes à morte de Augusto.
Martha Hoffman Lewis incluiu Arrúncio entre os cidadãos elevados ao patriciado em 29 a.C. por Augusto. Ele participou dos Jogos Seculares em 17 a.C. segundo uma inscrição em sua função como um dos quindecênviros dos fatos sagrados. Segundo Gaius Stern, Arrúncio aparece no monumento romano conhecido como Ara Pacis entre os membros do colégio dos quindecênviros.
Um Lúcio Arrúncio também foi mencionado por Sêneca em Epistulae morales ad Lucilium como um imitador do estilo literário de Salústio e autor de uma obra histórica sobre as Guerras Púnicas. Este Arrúncio pode ser o pai ou o filho.
Um neto adotivo, Lúcio Arrúncio Camilo Escriboniano, cônsul em 32, se revoltou contra o imperador Cláudio em uma breve guerra civil, mas se matou quando a revolta fracassou em 42.